# The Friend (película de 2024)
The Friend es una película dramática estadounidense de 2024 escrita y dirigida por Scott McGehee y David Siegel. Basada en la novela de 2018 de Sigrid Nunez, está protagonizada por Naomi Watts, Bill Murray, Sarah Pidgeon, Carla Gugino, Constance Wu y Ann Dowd. Tuvo su estreno mundial en el Festival de Cine de Telluride y se proyectó en la sección Gala del Festival Internacional de Cine de Toronto de 2024.

## Reparto
- Naomi Watts como Iris
- Bill Murray como Walter
- Noma Dumezweni como Barbara
- Sarah Pidgeon como Val
- Carla Gugino como Elaine
- Sarah Baskin como Mara
- Constance Wu como Tuesday
- Juliet Brett como Sophie
- Ann Dowd como Marjorie
- Félix Solís como Hektor
- Gina Costigan como Jocelyn
- Owen Teague como Carter
- Josh Pais como Jerry
- Tom McCarthy como el Dr. Warren
- Bruce Norris como el Dr. Novak

## Producción
En febrero de 2022, se anunció que Naomi Watts se había unido al elenco de la película, con Scott McGehee y David Siegel listos para dirigir a partir de un guion que escribieron, basado en la novela homónima de 2018 de Sigrid Nunez. En febrero de 2024, Bill Murray, Sarah Pidgeon, Constance Wu, Ann Dowd, Noma Dumezweni, Felix Solis y Owen Teague se unieron al elenco. En marzo de 2024, Carla Gugino se unió al elenco. La fotografía principal comenzó en febrero de 2024, en la ciudad de Nueva York.

## Estreno
The Friend se estrenó en el Festival de Cine de Telluride el 30 de agosto de 2024 y también se proyectó en la sección Presentaciones de Gala del Festival Internacional de Cine de Toronto el 8 de septiembre de 2024. En octubre de 2024, Bleecker Street adquirió los derechos de distribución de la película en Norteamérica y planea estrenarla a principios de 2025. La película fue estrenada en Estados Unidos el 28 de marzo de 2025.